# Wescley Pina Gonçalves
Wescley Pina Gonçalves (Vila Velha, 15 febbraio 1984) è un ex calciatore brasiliano, di ruolo difensore.

## Carriera
È cresciuto nelle giovanili del Vasco da Gama, con cui ha esordito in prima squadra nel 2003. Prima del suo arrivo in Israele, si riteneva che Gonçalves sarebbe potuto diventare il leader del Maccabi Haifa, in quanto era stato capitano della nazionale olimpica brasiliana. Non riuscì però ad adattarsi alla cultura ebraica e dopo una mediocre stagione tornò in patria.
Nel settembre 2005 torna nel Brasileirão, per giocare con il Corinthians. Nel 2006 viene contrattualizzato dai portoghesi dell'Estrela Amadora, ma anche questa volta gioca solo una stagione fuori dal Brasile. Nel 2007 è alla Juventude e nel gennaio 2008 il Catania Calcio lo chiama per un provino.